# Formel-1-Weltmeisterschaft 2019
Die Formel-1-Weltmeisterschaft 2019 war die 70. Saison der Formel-1-Weltmeisterschaft. Sie begann am 17. März im australischen Melbourne und endete am 1. Dezember auf der Yas-Insel vor Abu Dhabi. Lewis Hamilton wurde zum sechsten Mal Fahrerweltmeister. Die Konstrukteurs-Weltmeisterschaft gewann zum sechsten Mal in Folge Mercedes.

## Änderungen 2019

### Technisches Reglement
Es wurden mehrere neue Regeln im Bereich der Aerodynamik festgelegt. Der Frontflügel wurde von 1800 auf 2000 mm verbreitert, außerdem wurde der Aufbau vereinfacht. Die aerodynamisch sehr komplexen Frontflügel galten als Hauptgrund dafür, dass die Aerodynamik eines Fahrzeugs beim Fahren hinter einem anderen Fahrzeug durch die sogenannte Dirty Air stark gestört wurde. Gleichzeitig wurde der Heckflügel von 950 mm auf 1050 mm verbreitert, die Höhe änderte sich von 800 mm auf 820 mm. Zusätzlich wurde die Höhe des oberen Flügelprofils, das bei der Aktivierung des DRS hochgeklappt wird, von 65 auf 85 mm vergrößert. Außerdem waren Winglets an den Bremsenbelüftungen nun verboten.
Um die Sicherheit der Fahrer zu erhöhen, wurden neue Handschuhe eingeführt, die Daten wie Puls und Sauerstoffsättigung des Fahrers überprüfen und melden. Hiervon erhoffte man sich, besonders während und nach einem Unfall wichtige Daten über den Gesundheitszustand des Fahrers zu erhalten. Außerdem wurde ein neuer Helmstandard eingeführt, der die Sicherheit in einigen Punkten verbesserte.
Das Mindestgewicht für die Einheit aus Fahrer inklusive seiner Ausrüstung und des Sitzes musste nun mindestens 80 kg betragen. Es durfte jedoch im Bereich der Cockpitöffnung ein fest angebrachtes und von der FIA versiegeltes Ballastgewicht angebracht sein, das zum Gewicht des Fahrers hinzuaddiert wurde. Außerdem erhöhte sich das Mindestgewicht des Fahrzeugs von 733 kg auf 740 kg.
Im Qualifying musste der zusätzliche Öltank im Fahrzeug nun leer bleiben. Zusätzlich zur zentralen Rückleuchte verfügten die Fahrzeuge nun über zwei LED-Leuchten, die seitlich an den Heckflügelendplatten befestigt sind.

### Sportliches Reglement
Die maximale Treibstoffmenge im Rennen wurde von 105 kg auf 110 kg erhöht. Die Rechteinhaber erhofften sich dadurch spannendere Rennen, da die Fahrer weniger auf ihren Benzinverbrauch achten mussten.
Sollten mehrere Fahrer wegen Strafen in der Startaufstellung ans Ende des Feldes versetzt werden, so entschied nun das Ergebnis des Qualifyings über die Reihenfolge dieser Piloten. Zuvor war die Reihenfolge maßgeblich gewesen, in der die Fahrer beim ersten freien Training auf die Strecke gegangen waren.
Bei der Rennfreigabe nach einer Safety-Car-Phase durfte nun erst ab der Ziellinie überholt werden. Bisher war dies ab der ersten Safety-Car-Linie (meist die Boxeneinfahrt) erlaubt.
Die Teams durften nach wie vor 60 Personen mit an die Rennstrecke bringen, die sich um die Fahrzeuge kümmern. Sie erhielten nun jedoch pro Saison insgesamt sechsmal die Erlaubnis, einen neuen Mitarbeiter zum Anlernen mit zur Strecke zu bringen. Jeder neue Mitarbeiter durfte dabei höchstens zweimal die Ausnahmeregelung nutzen.
Wenn ein Fahrer das Rennen aus der Boxengasse startet, durfte er nun an der Einführungsrunde teilnehmen. Er musste jedoch am Ende der Runde wieder in die Boxengasse abbiegen.
Der Fahrer mit der schnellsten Rennrunde erhielt einen zusätzlichen Punkt, der auch seinem Team in der Konstrukteursmeisterschaft gutgeschrieben wurde. Zusätzliche Voraussetzung dafür war eine Zielankunft unter den ersten zehn Fahrern. Einen zusätzlichen Punkt für die schnellste Rennrunde gab es bereits zwischen 1950 und 1959.

### Rennstrecken
Erstmals seit 2002 gab es keine Änderungen hinsichtlich der austragenden Länder und Rennstrecken. Einziger Unterschied im Rennkalender gegenüber der Vorsaison war ein Tausch der Positionen der Großen Preise von Mexiko und der USA.

### Motorenlieferanten
Nach zwölf Jahren mit Renault-Motoren, die zuletzt unter der Bezeichnung TAG Heuer eingesetzt wurden, ging Red Bull Racing, genau wie das Schwesterteam Scuderia Toro Rosso bereits im Vorjahr, nun mit Motoren von Honda an den Start.
Racing Point setzte die Mercedes-Motoren in dieser Saison unter dem Namen BWT Mercedes ein. Die Motoren waren trotz des Namens identisch mit jenen, die beim Mercedes-Werksteam und bei Williams eingesetzt wurden.

### Teams
Sauber Motorsport trat nun unter der Meldebezeichnung Alfa Romeo Racing an. Damit verschwand nach 26 Jahren der Name Sauber aus der Meldeliste der Formel-1-Weltmeisterschaft. Bei dem Namenswechsel handelte es sich allerdings nur um eine Form von Titelsponsoring. Der Mailänder Automobilhersteller Alfa Romeo übernahm keine Anteile an dem Rennstall und war auch technisch und organisatorisch nicht beteiligt. Das Team fuhr weiterhin mit Schweizer Lizenz. Die Motoren kamen wie in den Vorjahren von Ferrari.
Ferrari trat beim Großen Preis von Australien kurzfristig ohne den Zusatz Mission Winnow im Teamnamen an, da die australischen Behörden Ermittlungen wegen eines Verstoßes gegen das Tabakwerbeverbot begonnen hatten. Mission Winnow ist ein Markenname des langjährigen Ferrari-Sponsors Philip Morris International. Aus demselben Grund verzichtete Ferrari auch bei weiteren Rennen, darunter in Kanada und Frankreich, auf den Zusatz Mission Winnow und brachte auch keine entsprechenden Schriftzüge auf Fahrzeug und Teamkleidung an.
Haas trat ab dem Großen Preis von Singapur ohne den Zusatz Rich Energy im Teamnamen an. Der erst vor der Saison geschlossene Sponsoring-Vertrag mit dem gleichnamigen Energy-Drink-Hersteller wurde nach dem Großen Preis von Italien einvernehmlich aufgelöst.

### Fahrer
Daniel Ricciardo wechselte von Red Bull Racing zu Renault. Sein Nachfolger dort wurde Pierre Gasly, der die Scuderia Toro Rosso nach einer vollständigen Saison verließ. Gasly wiederum wurde bei Toro Rosso durch Daniil Kwjat ersetzt, der bereits 2014, 2016 und 2017 für das Team an den Start ging. Kwjats Teamkollege wurde der bisherige Formel-2-Pilot Alexander Albon, der Brendon Hartley ersetzte. Albon löste hierzu seinen bereits bestehenden Vertrag mit Nissan e.dams für die FIA-Formel-E-Meisterschaft 2018/19 auf. Hartley wechselt als Simulatorfahrer zu Ferrari.
McLaren-Pilot Fernando Alonso beendete nach 17 Jahren vorerst seine Karriere in der Formel-1-Weltmeisterschaft. Sein Nachfolger wurde Carlos Sainz jr., der von Renault zu McLaren wechselte. Teamkollege von Sainz wurde Lando Norris, der in der Formel-1-Weltmeisterschaft debütierte und Stoffel Vandoorne ersetzte, der in die FIA-Formel-E-Meisterschaft zu HWA Racelab wechselte und außerdem Simulatorfahrer bei Mercedes wurde.
Charles Leclerc und Kimi Räikkönen tauschten die Cockpits bei Ferrari und Alfa Romeo Racing. Räikkönens neuer Teamkollege wurde Antonio Giovinazzi, der Marcus Ericsson ersetzte. Ericsson blieb jedoch als Test- und Ersatzfahrer bei Alfa Romeo Racing.
Lance Stroll und Sergei Sirotkin gingen nicht mehr für Williams an den Start. Stattdessen verpflichtete das Team George Russell, der nach seinem Meistertitel in der FIA-Formel-2-Meisterschaft 2018 sein Debüt in der Formel-1-Weltmeisterschaft gab, und Robert Kubica, der nach seinem Rallye-Unfall 2011, bei dem er sich schwere Verletzungen an der rechten Hand zuzog, als Stammfahrer in die Formel 1 zurückkehrte. Zuletzt war er 2010 für Renault in der Formel-1-Weltmeisterschaft gefahren. Stroll wechselte seinerseits zu Racing Point, dessen Vorgänger-Rennstall Force India Mitte des Jahres 2018 von einem Konsortium rund um seinen Vater übernommen worden war. Er ersetzte Esteban Ocon, der seinerseits Test- und Ersatzfahrer bei Mercedes wurde.
Albon und Gasly tauschten ab dem Großen Preis von Belgien ihre Cockpits.

### Reifen
Einheitsreifenlieferant Pirelli entwickelte fünf verschiedene Reifenmischungen mit unterschiedlichen Härtegraden. Aus Gründen der Übersichtlichkeit entfielen jedoch die vielen, sich von Rennen zu Rennen unterscheidenden, Farben und Namen der Mischungen. Den Fahrern standen nun am Rennwochenende immer die drei Reifenmischungen P Zero Hard, P Zero Medium und P Zero Soft zur Verfügung, hinter denen sich jedoch teilweise unterschiedliche Härtegrade verbargen. Die Reifen wurden in den Farben Weiß für die härteste, Gelb für die mittlere und Rot für die weicheste zur Verfügung stehende Mischung markiert. Die einzelnen Mischungen wurden C1 bis C5 genannt, wobei das C für compound steht und die Zahl fortlaufend für den jeweiligen Härtegrad, je höher desto weicher. Die Farbmarkierungen für den Intermediate- (Grün) und für den Heavy-Wet-Reifen (Blau) blieben unverändert.

## Teams und Fahrer
In der Übersicht werden alle Fahrer aufgeführt, die für die Saison 2019 mit dem Rennstall einen Vertrag als Stamm-, Test- oder Ersatzfahrer abgeschlossen haben. Die Teams sind nach der Konstrukteursweltmeisterschaft des Vorjahres geordnet.
| Bild                          | Team                                             | Chassis                       | Motor                         | Reifen | Nr. | Stammfahrer        | Rennen | Test-/ Ersatzfahrer                                                                           |
| ----------------------------- | ------------------------------------------------ | ----------------------------- | ----------------------------- | ------ | --- | ------------------ | ------ | --------------------------------------------------------------------------------------------- |
| Mercedes-AMG F1 W10 EQ Power+ | Mercedes-AMG Petronas Motorsport                 | Mercedes-AMG F1 W10 EQ Power+ | Mercedes-AMG F1 M10 EQ Power+ | P      | 44  | Lewis Hamilton     | 1–21   | Esteban Gutiérrez Nikita Masepin Esteban Ocon Stoffel Vandoorne Nyck de Vries                 |
| Mercedes-AMG F1 W10 EQ Power+ | Mercedes-AMG Petronas Motorsport                 | Mercedes-AMG F1 W10 EQ Power+ | Mercedes-AMG F1 M10 EQ Power+ | P      | 77  | Valtteri Bottas    | 1–21   | Esteban Gutiérrez Nikita Masepin Esteban Ocon Stoffel Vandoorne Nyck de Vries                 |
| Ferrari SF90                  | Scuderia Ferrari Scuderia Ferrari Mission Winnow | Ferrari SF90                  | Ferrari 064                   | P      | 05  | Sebastian Vettel   | 1–21   | Antonio Fuoco Antonio Giovinazzi Brendon Hartley Davide Rigon Mick Schumacher Pascal Wehrlein |
| Ferrari SF90                  | Scuderia Ferrari Scuderia Ferrari Mission Winnow | Ferrari SF90                  | Ferrari 064                   | P      | 16  | Charles Leclerc    | 1–21   | Antonio Fuoco Antonio Giovinazzi Brendon Hartley Davide Rigon Mick Schumacher Pascal Wehrlein |
| Red Bull Racing RB15          | Aston Martin Red Bull Racing                     | Red Bull Racing RB15          | Honda RA619H                  | P      | 33  | Max Verstappen     | 1–21   | Sébastien Buemi Daniel Ticktum                                                                |
| Red Bull Racing RB15          | Aston Martin Red Bull Racing                     | Red Bull Racing RB15          | Honda RA619H                  | P      | 10  | Pierre Gasly       | 1–12   | Sébastien Buemi Daniel Ticktum                                                                |
| Red Bull Racing RB15          | Aston Martin Red Bull Racing                     | Red Bull Racing RB15          | Honda RA619H                  | P      | 23  | Alexander Albon    | 13–21  | Sébastien Buemi Daniel Ticktum                                                                |
| Renault R.S.19                | Renault F1 Team                                  | Renault R.S.19                | Renault E-Tech 19             | P      | 03  | Daniel Ricciardo   | 1–21   | Jack Aitken Zhou Guanyu Sergei Sirotkin                                                       |
| Renault R.S.19                | Renault F1 Team                                  | Renault R.S.19                | Renault E-Tech 19             | P      | 27  | Nico Hülkenberg    | 1–21   | Jack Aitken Zhou Guanyu Sergei Sirotkin                                                       |
| Haas VF-19                    | Rich Energy Haas F1 Team Haas F1 Team            | Haas VF-19                    | Ferrari 064                   | P      | 08  | Romain Grosjean    | 1–21   | Pietro Fittipaldi                                                                             |
| Haas VF-19                    | Rich Energy Haas F1 Team Haas F1 Team            | Haas VF-19                    | Ferrari 064                   | P      | 20  | Kevin Magnussen    | 1–21   | Pietro Fittipaldi                                                                             |
| McLaren MCL34                 | McLaren F1 Team                                  | McLaren MCL34                 | Renault E-Tech 19             | P      | 55  | Carlos Sainz jr.   | 1–21   | Fernando Alonso Sérgio Sette Câmara Oliver Turvey Sergei Sirotkin                             |
| McLaren MCL34                 | McLaren F1 Team                                  | McLaren MCL34                 | Renault E-Tech 19             | P      | 04  | Lando Norris       | 1–21   | Fernando Alonso Sérgio Sette Câmara Oliver Turvey Sergei Sirotkin                             |
| Racing Point RP19             | SportPesa Racing Point F1 Team                   | Racing Point RP19             | BWT Mercedes                  | P      | 11  | Sergio Pérez       | 1–21   | Nick Yelloly                                                                                  |
| Racing Point RP19             | SportPesa Racing Point F1 Team                   | Racing Point RP19             | BWT Mercedes                  | P      | 18  | Lance Stroll       | 1–21   | Nick Yelloly                                                                                  |
| Alfa Romeo Racing C38         | Alfa Romeo Racing                                | Alfa Romeo Racing C38         | Ferrari 064                   | P      | 07  | Kimi Räikkönen     | 1–21   | Tatiana Calderón Juan Manuel Correa Marcus Ericsson Callum Ilott Mick Schumacher              |
| Alfa Romeo Racing C38         | Alfa Romeo Racing                                | Alfa Romeo Racing C38         | Ferrari 064                   | P      | 99  | Antonio Giovinazzi | 1–21   | Tatiana Calderón Juan Manuel Correa Marcus Ericsson Callum Ilott Mick Schumacher              |
| Scuderia Toro Rosso STR14     | Red Bull Toro Rosso Honda                        | Scuderia Toro Rosso STR14     | Honda RA619H                  | P      | 26  | Daniil Kwjat       | 1–21   | Naoki Yamamoto                                                                                |
| Scuderia Toro Rosso STR14     | Red Bull Toro Rosso Honda                        | Scuderia Toro Rosso STR14     | Honda RA619H                  | P      | 23  | Alexander Albon    | 1–12   | Naoki Yamamoto                                                                                |
| Scuderia Toro Rosso STR14     | Red Bull Toro Rosso Honda                        | Scuderia Toro Rosso STR14     | Honda RA619H                  | P      | 10  | Pierre Gasly       | 13–21  | Naoki Yamamoto                                                                                |
| Williams FW42                 | ROKiT Williams Racing                            | Williams FW42                 | Mercedes-AMG F1 M10 EQ Power+ | P      | 63  | George Russell     | 1–21   | Jamie Chadwick Nicholas Latifi                                                                |
| Williams FW42                 | ROKiT Williams Racing                            | Williams FW42                 | Mercedes-AMG F1 M10 EQ Power+ | P      | 88  | Robert Kubica      | 1–21   | Jamie Chadwick Nicholas Latifi                                                                |

## Saisonvorbereitung
Die Testfahrten vor der Saison fanden vom 18. bis zum 21. Februar und vom 26. Februar bis zum 1. März 2019 auf dem Circuit de Barcelona-Catalunya in Spanien statt.
Am ersten Testtag fuhr Sebastian Vettel mit einer Runde von 1:16,221 die Bestzeit des Tages. McLaren-Fahrer Carlos Sainz jr. kam dahinter mit der 2. besten Zeit und den meisten Runden (132) des Tages.
Romain Grosjean fuhr die 3. beste Zeit. Williams konnte mit Neuling Russell und Comebacker Kubica nicht an den ersten beiden Testtagen teilnehmen, da sie den neuen FW42 nicht rechtzeitig fertigstellen konnten.
Auch Racing Point hatte Probleme. So konnte Sergio Pérez am ganzen Tag gerade mal 30 Runden drehen.
Der zweite Testtag brachte erneut einen Ferrari-Piloten an die Spitze der Tabelle. Diesmal war es Charles Leclerc im neuen SF90.
Mit einer Runde von 1:18,247 fuhr er knapp 86 Tausendstel langsamer als die Bestzeit seines Teamkollegen Vettel am Vortag.
Debütant Lando Norris konnte mit der 2. besten Zeit überzeugen. Die 3. schnellste Zeit fuhr erneut ein Haas-Pilot – Kevin Magnussen.
Pietro Fittipaldi bekam die Chance während den Witertests 2 Mal für das Haas F1 Team zu testen. Er kam an diesem Tag jedoch nicht über 13 Runden hinaus und fuhr die langsamste Zeit.
Mercedes konnte mit beiden Fahrern die meisten Daten sammeln. Sie fuhren insgesamt 163 Runden, 6 mehr als Leclerc.
Ein neuer Tag und neue Gesichter an der Spitze der Tabelle. Am 3. Testtag war es der Russe Daniil Kwjat mit der Bestzeit von 1:17,704 und somit schneller als Vettels Bestzeit vom 1. Tag.
Knapp dahinter kam Kimi Räikkönen, der von Ferrari zu Alfa Romeo wechselte.
Die 3. beste Zeit ging an Renault-Pilot Ricciardo, welcher sich das Cockpit, genau wie Hamilton und Bottas bei Mercedes, an allen Testtagen mit seinem Teamkollegen teilen wird.
Williams konnte seinen Boliden zwar fertigstellen, jedoch schaffte Russell nur 23 und somit die wenigsten Runden von allen 13 datensammelnden Fahrern des Tages. Kwjat mit hatte 137 Umrundungen die Meisten.

### Testergebnisse
| Pos. | Fahrer             | Konstrukteur              | Beste Runde | Tag 1    | Tag 2    | Tag 3    | Tag 4    | Tag 5    | Tag 6    | Tag 7    | Tag 8    | Runden |
| ---- | ------------------ | ------------------------- | ----------- | -------- | -------- | -------- | -------- | -------- | -------- | -------- | -------- | ------ |
| 01   | Sebastian Vettel   | Ferrari                   | 1:16,221    | 1:18,161 | —        | 1:18,350 | —        | 1:17,925 | 1:18,195 | —        | 1:16,221 | 534    |
| 02   | Lewis Hamilton     | Mercedes                  | 1:16,224    | 1:20,135 | 1:19,928 | 1:20,818 | 1:17,977 | 1:20,332 | 1:18,943 | 1:18,097 | 1:16,224 | 638    |
| 03   | Charles Leclerc    | Ferrari                   | 1:16,231    | —        | 1:18,247 | —        | 1:18,046 | 1:18,651 | —        | 1:16,231 | —        | 463    |
| 04   | Valtteri Bottas    | Mercedes                  | 1:16,561    | 1:20,127 | 1:19,535 | 1:20,693 | 1:17,857 | 1:20,167 | 1:18,941 | 1:18,862 | 1:16,561 | 478    |
| 05   | Nico Hülkenberg    | Renault                   | 1:16,843    | 1:20,980 | 1:19,837 | 1:18,800 | 1:17,393 | 1:20,348 | 1:19,056 | 1:17,496 | 1:16,843 | 509    |
| 06   | Alexander Albon    | Scuderia Toro Rosso-Honda | 1:16,882    | —        | 1:19,301 | —        | 1:17,637 | 1:18,649 | —        | 1:16,882 | —        | 489    |
| 07   | Daniil Kwjat       | Scuderia Toro Rosso-Honda | 1:16,898    | 1:19,464 | —        | 1:17,704 | —        | —        | 1:18,682 | —        | 1:16,898 | 446    |
| 08   | Carlos Sainz jr.   | McLaren-Renault           | 1:16,913    | 1:18,558 | —        | 1:19,354 | —        | —        | 1:17,144 | —        | 1:16,913 | 473    |
| 09   | Romain Grosjean    | Haas-Ferrari              | 1:17,076    | 1:19,159 | —        | 1:19,060 | 1:18,563 | —        | 1:18,330 | 1:17,854 | 1:17,076 | 407    |
| 10   | Lando Norris       | McLaren-Renault           | 1:17,084    | —        | 1:18,553 | —        | 1:18,431 | 1:17,709 | —        | 1:17,084 | —        | 400    |
| 11   | Pierre Gasly       | Red Bull Racing-Honda     | 1:17,091    | —        | 1:19,814 | —        | 1:18,780 | 1:17,715 | —        | 1:17,091 | —        | 439    |
| 12   | Daniel Ricciardo   | Renault                   | 1:17,114    | 1:20,983 | 1:19,886 | 1:18,164 | 1:17,785 | 1:20,107 | 1:22,597 | 1:17,204 | 1:17,114 | 452    |
| 13   | Kimi Räikkönen     | Alfa Romeo Racing-Ferrari | 1:17,239    | 1:19,462 | —        | 1:17,762 | —        | —        | 1:18,209 | —        | 1:17,239 | 497    |
| 14   | Lance Stroll       | Racing Point-BWT Mercedes | 1:17,556    | —        | 1:20,433 | —        | 1:19,664 | 1:17,824 | —        | 1:17,556 | —        | 336    |
| 15   | Kevin Magnussen    | Haas-Ferrari              | 1:17,565    | —        | 1:19,206 | —        | 1:18,720 | 1:18,769 | —        | 1:18,199 | 1:17,565 | 448    |
| 16   | Antonio Giovinazzi | Alfa Romeo Racing-Ferrari | 1:17,639    | —        | 1:19,312 | —        | 1:18,511 | 1:18,589 | —        | 1:17,639 | —        | 425    |
| 17   | Max Verstappen     | Red Bull Racing-Honda     | 1:17,709    | 1:19,426 | —        | 1:18,787 | —        | —        | 1:18,395 | —        | 1:17,709 | 394    |
| 18   | Sergio Pérez       | Racing Point-BWT Mercedes | 1:17,791    | 1:19,944 | —        | 1:20,102 | —        | —        | 1:17,842 | —        | 1:17,791 | 289    |
| 19   | George Russell     | Williams-Mercedes         | 1:18,130    | —        | —        | 1:25,625 | 1:20,997 | 1:19,662 | —        | 1:18,130 | —        | 299    |
| 20   | Robert Kubica      | Williams-Mercedes         | 1:18,993    | —        | —        | —        | 1:21,542 | —        | 1:19,367 | —        | 1:18,993 | 268    |
| 21   | Pietro Fittipaldi  | Haas-Ferrari              | 1:19,249    | —        | 1:21,849 | 1:19,249 | —        | —        | —        | —        | —        | 61     |

## Rennkalender

Weltkarte mit den Austragungsländern und Standorten aller Formel-1-Läufe.
Austragungsland Grands Prix 2019 (Streckenstandorte mit markiert)
Austragungsland Grands Prix vor 2019 (Streckenstandorte mit markiert)

Der provisorische Rennkalender, der 21 Rennen umfasste, wurde am 31. August 2018 vorgestellt. Der Große Preis von China war das 1000. Rennen in der Geschichte der Formel-1-Weltmeisterschaft bzw. Automobilweltmeisterschaft.
| Nr. | Datum         | Grand Prix (Strecke)         | Distanz (km) | Sieger                          | Zweiter                         | Dritter                            | Pole- Position                  | Schnellste Rennrunde            | Gesamtführender Fahrer     | Gesamtführender Konstrukteur |
| --- | ------------- | ---------------------------- | ------------ | ------------------------------- | ------------------------------- | ---------------------------------- | ------------------------------- | ------------------------------- | -------------------------- | ---------------------------- |
| 01  | 17. März      | Australien (Melbourne)       | 307,574      | Valtteri Bottas (Mercedes)      | Lewis Hamilton (Mercedes)       | Max Verstappen (Red Bull-Honda)    | Lewis Hamilton (Mercedes)       | Valtteri Bottas (Mercedes)      | Valtteri Bottas (Mercedes) | Mercedes                     |
| 02  | 31. März      | Bahrain (as-Sachir)          | 308,238      | Lewis Hamilton (Mercedes)       | Valtteri Bottas (Mercedes)      | Charles Leclerc (Ferrari)          | Charles Leclerc (Ferrari)       | Charles Leclerc (Ferrari)       | Valtteri Bottas (Mercedes) | Mercedes                     |
| 03  | 14. April     | China (Shanghai)             | 305,066      | Lewis Hamilton (Mercedes)       | Valtteri Bottas (Mercedes)      | Sebastian Vettel (Ferrari)         | Valtteri Bottas (Mercedes)      | Pierre Gasly (Red Bull-Honda)   | Lewis Hamilton (Mercedes)  | Mercedes                     |
| 04  | 28. April     | Aserbaidschan (Baku)         | 306,153      | Valtteri Bottas (Mercedes)      | Lewis Hamilton (Mercedes)       | Sebastian Vettel (Ferrari)         | Valtteri Bottas (Mercedes)      | Charles Leclerc (Ferrari)       | Valtteri Bottas (Mercedes) | Mercedes                     |
| 05  | 12. Mai       | Spanien (Montmeló)           | 307,104      | Lewis Hamilton (Mercedes)       | Valtteri Bottas (Mercedes)      | Max Verstappen (Red Bull-Honda)    | Valtteri Bottas (Mercedes)      | Lewis Hamilton (Mercedes)       | Lewis Hamilton (Mercedes)  | Mercedes                     |
| 06  | 26. Mai       | Monaco (Monte Carlo)         | 260,286      | Lewis Hamilton (Mercedes)       | Sebastian Vettel (Ferrari)      | Valtteri Bottas (Mercedes)         | Lewis Hamilton (Mercedes)       | Pierre Gasly (Red Bull-Honda)   | Lewis Hamilton (Mercedes)  | Mercedes                     |
| 07  | 9. Juni       | Kanada (Montréal)            | 305,270      | Lewis Hamilton (Mercedes)       | Sebastian Vettel (Ferrari)      | Charles Leclerc (Ferrari)          | Sebastian Vettel (Ferrari)      | Valtteri Bottas (Mercedes)      | Lewis Hamilton (Mercedes)  | Mercedes                     |
| 08  | 23. Juni      | Frankreich (Le Castellet)    | 309,626      | Lewis Hamilton (Mercedes)       | Valtteri Bottas (Mercedes)      | Charles Leclerc (Ferrari)          | Lewis Hamilton (Mercedes)       | Sebastian Vettel (Ferrari)      | Lewis Hamilton (Mercedes)  | Mercedes                     |
| 09  | 30. Juni      | Österreich (Spielberg)       | 307,020      | Max Verstappen (Red Bull-Honda) | Charles Leclerc (Ferrari)       | Valtteri Bottas (Mercedes)         | Charles Leclerc (Ferrari)       | Max Verstappen (Red Bull-Honda) | Lewis Hamilton (Mercedes)  | Mercedes                     |
| 10  | 14. Juli      | Großbritannien (Silverstone) | 306,198      | Lewis Hamilton (Mercedes)       | Valtteri Bottas (Mercedes)      | Charles Leclerc (Ferrari)          | Valtteri Bottas (Mercedes)      | Lewis Hamilton (Mercedes)       | Lewis Hamilton (Mercedes)  | Mercedes                     |
| 11  | 28. Juli      | Deutschland (Hockenheim)     | 292,736      | Max Verstappen (Red Bull-Honda) | Sebastian Vettel (Ferrari)      | Daniil Kwjat (Toro Rosso-Honda)    | Lewis Hamilton (Mercedes)       | Max Verstappen (Red Bull-Honda) | Lewis Hamilton (Mercedes)  | Mercedes                     |
| 12  | 4. August     | Ungarn (Mogyoród)            | 306,630      | Lewis Hamilton (Mercedes)       | Max Verstappen (Red Bull-Honda) | Sebastian Vettel (Ferrari)         | Max Verstappen (Red Bull-Honda) | Max Verstappen (Red Bull-Honda) | Lewis Hamilton (Mercedes)  | Mercedes                     |
| 13  | 1. September  | Belgien (Spa-Francorchamps)  | 308,052      | Charles Leclerc (Ferrari)       | Lewis Hamilton (Mercedes)       | Valtteri Bottas (Mercedes)         | Charles Leclerc (Ferrari)       | Sebastian Vettel (Ferrari)      | Lewis Hamilton (Mercedes)  | Mercedes                     |
| 14  | 8. September  | Italien (Monza)              | 306,720      | Charles Leclerc (Ferrari)       | Valtteri Bottas (Mercedes)      | Lewis Hamilton (Mercedes)          | Charles Leclerc (Ferrari)       | Lewis Hamilton (Mercedes)       | Lewis Hamilton (Mercedes)  | Mercedes                     |
| 15  | 22. September | Singapur (Singapur)          | 308,843      | Sebastian Vettel (Ferrari)      | Charles Leclerc (Ferrari)       | Max Verstappen (Red Bull-Honda)    | Charles Leclerc (Ferrari)       | Kevin Magnussen (Haas-Ferrari)  | Lewis Hamilton (Mercedes)  | Mercedes                     |
| 16  | 29. September | Russland (Sotschi)           | 309,944      | Lewis Hamilton (Mercedes)       | Valtteri Bottas (Mercedes)      | Charles Leclerc (Ferrari)          | Charles Leclerc (Ferrari)       | Lewis Hamilton (Mercedes)       | Lewis Hamilton (Mercedes)  | Mercedes                     |
| 17  | 13. Oktober   | Japan (Suzuka)               | 301,964      | Valtteri Bottas (Mercedes)      | Sebastian Vettel (Ferrari)      | Lewis Hamilton (Mercedes)          | Sebastian Vettel (Ferrari)      | Lewis Hamilton (Mercedes)       | Lewis Hamilton (Mercedes)  | Mercedes                     |
| 18  | 27. Oktober   | Mexiko (Mexiko-Stadt)        | 305,584      | Lewis Hamilton (Mercedes)       | Sebastian Vettel (Ferrari)      | Valtteri Bottas (Mercedes)         | Charles Leclerc (Ferrari)       | Charles Leclerc (Ferrari)       | Lewis Hamilton (Mercedes)  | Mercedes                     |
| 19  | 3. November   | USA (Austin)                 | 308,405      | Valtteri Bottas (Mercedes)      | Lewis Hamilton (Mercedes)       | Max Verstappen (Red Bull-Honda)    | Valtteri Bottas (Mercedes)      | Charles Leclerc (Ferrari)       | Lewis Hamilton (Mercedes)  | Mercedes                     |
| 20  | 17. November  | Brasilien (Interlagos)       | 305,909      | Max Verstappen (Red Bull-Honda) | Pierre Gasly (Toro Rosso-Honda) | Carlos Sainz jr. (McLaren-Renault) | Max Verstappen (Red Bull-Honda) | Valtteri Bottas (Mercedes)      | Lewis Hamilton (Mercedes)  | Mercedes                     |
| 21  | 1. Dezember   | Abu Dhabi (Yas-Insel)        | 305,355      | Lewis Hamilton (Mercedes)       | Max Verstappen (Red Bull-Honda) | Charles Leclerc (Ferrari)          | Lewis Hamilton (Mercedes)       | Lewis Hamilton (Mercedes)       | Lewis Hamilton (Mercedes)  | Mercedes                     |

## Rennberichte

### Großer Preis von Australien
| Platz | Fahrer          | Team                  | Zeit        |
| ----- | --------------- | --------------------- | ----------- |
| 1     | Valtteri Bottas | Mercedes              | 1:25:27,325 |
| 2     | Lewis Hamilton  | Mercedes              | + 20,886    |
| 3     | Max Verstappen  | Red Bull Racing-Honda | + 22,520    |
| PP    | Lewis Hamilton  | Mercedes              | 1:20,486    |
| SR    | Valtteri Bottas | Mercedes              | 1:25,580    |

Der Große Preis von Australien auf dem Albert Park Circuit fand am 17. März 2019 statt und ging über eine Distanz von 58 Runden à 5,303 km, was einer Gesamtdistanz von 307,574 km entspricht.
Valtteri Bottas gewann das Rennen vor Lewis Hamilton und Max Verstappen.

### Großer Preis von Bahrain
| Platz | Fahrer          | Team     | Zeit        |
| ----- | --------------- | -------- | ----------- |
| 1     | Lewis Hamilton  | Mercedes | 1:34:21,295 |
| 2     | Valtteri Bottas | Mercedes | + 2,980     |
| 3     | Charles Leclerc | Ferrari  | + 6,313     |
| PP    | Charles Leclerc | Ferrari  | 1:27,866    |
| SR    | Charles Leclerc | Ferrari  | 1:33,411    |

Der Große Preis von Bahrain auf dem Bahrain International Circuit fand am 31. März 2019 statt und ging über eine Distanz von 57 Runden à 5,412 km, was einer Gesamtdistanz von 308,238 km entspricht.
Lewis Hamilton gewann das Rennen vor Valtteri Bottas und Charles Leclerc.

### Großer Preis von China
| Platz | Fahrer           | Team                  | Zeit        |
| ----- | ---------------- | --------------------- | ----------- |
| 1     | Lewis Hamilton   | Mercedes              | 1:32:06,350 |
| 2     | Valtteri Bottas  | Mercedes              | + 6,552     |
| 3     | Sebastian Vettel | Ferrari               | + 13,744    |
| PP    | Valtteri Bottas  | Mercedes              | 1:31,547    |
| SR    | Pierre Gasly     | Red Bull Racing-Honda | 1:34,742    |

Der Große Preis von China auf dem Shanghai International Circuit fand am 14. April 2019 statt und ging über eine Distanz von 56 Runden à 5,451 km, was einer Gesamtdistanz von 305,066 km entspricht.
Lewis Hamilton gewann das Rennen vor Valtteri Bottas und Sebastian Vettel.

### Großer Preis von Aserbaidschan
| Platz | Fahrer           | Team     | Zeit        |
| ----- | ---------------- | -------- | ----------- |
| 1     | Valtteri Bottas  | Mercedes | 1:31:52,942 |
| 2     | Lewis Hamilton   | Mercedes | + 1,524     |
| 3     | Sebastian Vettel | Ferrari  | + 11,739    |
| PP    | Valtteri Bottas  | Mercedes | 1:40,495    |
| SR    | Charles Leclerc  | Ferrari  | 1:43,009    |

Der Große Preis von Aserbaidschan auf dem Baku City Circuit fand am 28. April 2019 statt und ging über eine Distanz von 51 Runden à 6,003 km, was einer Gesamtdistanz von 306,153 km entspricht.
Valtteri Bottas gewann das Rennen vor Lewis Hamilton und Sebastian Vettel.

### Großer Preis von Spanien
| Platz | Fahrer          | Team                  | Zeit        |
| ----- | --------------- | --------------------- | ----------- |
| 1     | Lewis Hamilton  | Mercedes              | 1:35:50,443 |
| 2     | Valtteri Bottas | Mercedes              | + 4,074     |
| 3     | Max Verstappen  | Red Bull Racing-Honda | + 7,679     |
| PP    | Valtteri Bottas | Mercedes              | 1:15,406    |
| SR    | Lewis Hamilton  | Mercedes              | 1:18,492    |

Der Große Preis von Spanien auf dem Circuit de Barcelona-Catalunya fand am 12. Mai 2019 statt und ging über eine Distanz von 66 Runden à 4,655 km, was einer Gesamtdistanz von 307,230 km entspricht.
Lewis Hamilton gewann das Rennen vor Valtteri Bottas und Max Verstappen.

### Großer Preis von Monaco
| Platz | Fahrer           | Team                  | Zeit        |
| ----- | ---------------- | --------------------- | ----------- |
| 1     | Lewis Hamilton   | Mercedes              | 1:43:28,437 |
| 2     | Sebastian Vettel | Ferrari               | + 2,602     |
| 3     | Valtteri Bottas  | Mercedes              | + 3,162     |
| PP    | Lewis Hamilton   | Mercedes              | 1:10,166    |
| SR    | Pierre Gasly     | Red Bull Racing-Honda | 1:14,279    |

Der Große Preis von Monaco auf dem Circuit de Monaco fand am 26. Mai 2019 statt und ging über eine Distanz von 78 Runden à 3,337 km, was einer Gesamtdistanz von 260,286 km entspricht.
Lewis Hamilton gewann das Rennen vor Sebastian Vettel und Valtteri Bottas.

### Großer Preis von Kanada
| Platz | Fahrer           | Team     | Zeit        |
| ----- | ---------------- | -------- | ----------- |
| 1     | Lewis Hamilton   | Mercedes | 1:29:07,084 |
| 2     | Sebastian Vettel | Ferrari  | + 3,658     |
| 3     | Charles Leclerc  | Ferrari  | + 4,696     |
| PP    | Sebastian Vettel | Ferrari  | 1:10,240    |
| SR    | Valtteri Bottas  | Mercedes | 1:13,078    |

Der Große Preis von Kanada auf dem Circuit Gilles-Villeneuve fand am 9. Juni 2019 statt und ging über eine Distanz von 70 Runden à 4,361 km, was einer Gesamtdistanz von 305,270 km entspricht.
Lewis Hamilton gewann das Rennen vor Sebastian Vettel und Charles Leclerc.

### Großer Preis von Frankreich
| Platz | Fahrer           | Team     | Zeit        |
| ----- | ---------------- | -------- | ----------- |
| 1     | Lewis Hamilton   | Mercedes | 1:24:31,198 |
| 2     | Valtteri Bottas  | Mercedes | + 18,056    |
| 3     | Charles Leclerc  | Ferrari  | + 18,985    |
| PP    | Lewis Hamilton   | Mercedes | 1:28,319    |
| SR    | Sebastian Vettel | Ferrari  | 1:32,740    |

Der Große Preis von Frankreich auf dem Circuit Paul Ricard fand am 23. Juni 2019 statt und ging über eine Distanz von 53 Runden à 5,842 km, was einer Gesamtdistanz von 309,626 km entspricht.
Lewis Hamilton gewann das Rennen vor Valtteri Bottas und Charles Leclerc.

### Großer Preis von Österreich
| Platz | Fahrer          | Team                  | Zeit        |
| ----- | --------------- | --------------------- | ----------- |
| 1     | Max Verstappen  | Red Bull Racing-Honda | 1:22:01,822 |
| 2     | Charles Leclerc | Ferrari               | + 2,724     |
| 3     | Valtteri Bottas | Mercedes              | + 18,960    |
| PP    | Charles Leclerc | Ferrari               | 1:03,003    |
| SR    | Max Verstappen  | Red Bull Racing-Honda | 1:07,475    |

Der Große Preis von Österreich auf dem Red Bull Ring fand am 30. Juni 2019 statt und ging über eine Distanz von 71 Runden à 4,326 km, was einer Gesamtdistanz von 307,02 km entspricht.
Max Verstappen gewann das Rennen vor Charles Leclerc und Valtteri Bottas.

### Großer Preis von Großbritannien
| Platz | Fahrer          | Team     | Zeit        |
| ----- | --------------- | -------- | ----------- |
| 1     | Lewis Hamilton  | Mercedes | 1:21:08,452 |
| 2     | Valtteri Bottas | Mercedes | + 24,928    |
| 3     | Charles Leclerc | Ferrari  | + 30,117    |
| PP    | Valtteri Bottas | Mercedes | 1:25,093    |
| SR    | Lewis Hamilton  | Mercedes | 1:27,369    |

Der Große Preis von Großbritannien auf dem Silverstone Circuit fand am 14. Juli 2019 statt und ging über eine Distanz von 52 Runden à 5,891 km, was einer Gesamtdistanz von 306,198 km entspricht.
Lewis Hamilton gewann das Rennen vor Valtteri Bottas und Charles Leclerc.

### Großer Preis von Deutschland
| Platz | Fahrer           | Team                      | Zeit        |
| ----- | ---------------- | ------------------------- | ----------- |
| 1     | Max Verstappen   | Red Bull Racing-Honda     | 1:44:31,275 |
| 2     | Sebastian Vettel | Ferrari                   | + 7,333     |
| 3     | Daniil Kwjat     | Scuderia Toro Rosso-Honda | + 8,305     |
| PP    | Lewis Hamilton   | Mercedes                  | 1:11,767    |
| SR    | Max Verstappen   | Red Bull Racing-Honda     | 1:16,645    |

Der Große Preis von Deutschland auf dem Hockenheimring Baden-Württemberg fand am 28. Juli 2019 statt und ging über eine Distanz von 64 Runden à 4,574 km, was einer Gesamtdistanz von 292,736 km entspricht. Die Renndistanz wurde wegen zusätzlicher Einführungsrunden aufgrund des Regens und der Anwendung einer neuen Regel um drei Runden gekürzt.
Max Verstappen gewann das Rennen vor Sebastian Vettel und Daniil Kwjat.

### Großer Preis von Ungarn
| Platz | Fahrer           | Team                  | Zeit        |
| ----- | ---------------- | --------------------- | ----------- |
| 1     | Lewis Hamilton   | Mercedes              | 1:35:03,796 |
| 2     | Max Verstappen   | Red Bull Racing-Honda | + 17,796    |
| 3     | Sebastian Vettel | Ferrari               | + 1:01,433  |
| PP    | Max Verstappen   | Red Bull Racing-Honda | 1:14,572    |
| SR    | Max Verstappen   | Red Bull Racing-Honda | 1:17,103    |

Der Große Preis von Ungarn auf dem Hungaroring fand am 4. August 2019 statt und ging über eine Distanz von 70 Runden à 4,381 km, was einer Gesamtdistanz von 306,63 km entspricht.
Lewis Hamilton gewann das Rennen vor Max Verstappen und Sebastian Vettel.

### Großer Preis von Belgien
| Platz | Fahrer           | Team     | Zeit        |
| ----- | ---------------- | -------- | ----------- |
| 1     | Charles Leclerc  | Ferrari  | 1:23:45,710 |
| 2     | Lewis Hamilton   | Mercedes | + 0,981     |
| 3     | Valtteri Bottas  | Mercedes | + 12,585    |
| PP    | Charles Leclerc  | Ferrari  | 1:42,519    |
| SR    | Sebastian Vettel | Ferrari  | 1:46,409    |

Der Große Preis von Belgien auf dem Circuit de Spa-Francorchamps fand am 1. September 2019 statt und ging über eine Distanz von 44 Runden à 7,004 km, was einer Gesamtdistanz von 308,176 km entspricht.
Charles Leclerc gewann das Rennen vor Lewis Hamilton und Valtteri Bottas.

### Großer Preis von Italien
| Platz | Fahrer          | Team     | Zeit        |
| ----- | --------------- | -------- | ----------- |
| 1     | Charles Leclerc | Ferrari  | 1:15:26,665 |
| 2     | Valtteri Bottas | Mercedes | + 0,835     |
| 3     | Lewis Hamilton  | Mercedes | + 35,199    |
| PP    | Charles Leclerc | Ferrari  | 1:19,307    |
| SR    | Lewis Hamilton  | Mercedes | 1:21,779    |

Der Große Preis von Italien auf dem Autodromo Nazionale Monza fand am 8. September 2019 statt und ging über eine Distanz von 53 Runden à 5,793 km, was einer Gesamtdistanz von 306,720 km entspricht.
Charles Leclerc gewann das Rennen vor Valtteri Bottas und Lewis Hamilton.

### Großer Preis von Singapur
| Platz | Fahrer           | Team                  | Zeit        |
| ----- | ---------------- | --------------------- | ----------- |
| 1     | Sebastian Vettel | Ferrari               | 1:58:33,667 |
| 2     | Charles Leclerc  | Ferrari               | + 2,641     |
| 3     | Max Verstappen   | Red Bull Racing-Honda | + 3,821     |
| PP    | Charles Leclerc  | Ferrari               | 1:36,217    |
| SR    | Kevin Magnussen  | Haas-Ferrari          | 1:42,301    |

Der Große Preis von Singapur auf dem Marina Bay Street Circuit fand am 22. September 2019 statt und ging über eine Distanz von 61 Runden à 5,063 km, was einer Gesamtdistanz von 306,843 km entspricht.
Sebastian Vettel gewann das Rennen vor Charles Leclerc und Max Verstappen.

### Großer Preis von Russland
| Platz | Fahrer          | Team     | Zeit        |
| ----- | --------------- | -------- | ----------- |
| 1     | Lewis Hamilton  | Mercedes | 1:33:38,992 |
| 2     | Valtteri Bottas | Mercedes | + 3,829     |
| 3     | Charles Leclerc | Ferrari  | + 5,212     |
| PP    | Charles Leclerc | Ferrari  | 1:31,628    |
| SR    | Lewis Hamilton  | Mercedes | 1:35,761    |

Der Große Preis von Russland im Sochi Autodrom fand am 29. September 2019 statt und ging über eine Distanz von 53 Runden à 5,848 km, was einer Gesamtdistanz von 309,944 km entspricht.
Lewis Hamilton gewann das Rennen vor Valtteri Bottas und Charles Leclerc.

### Großer Preis von Japan
| Platz | Fahrer           | Team     | Zeit        |
| ----- | ---------------- | -------- | ----------- |
| 1     | Valtteri Bottas  | Mercedes | 1:21:46,755 |
| 2     | Sebastian Vettel | Ferrari  | + 13,343    |
| 3     | Lewis Hamilton   | Mercedes | + 13,858    |
| PP    | Sebastian Vettel | Ferrari  | 1:27,064    |
| SR    | Lewis Hamilton   | Mercedes | 1:30,983    |

Der Große Preis von Japan auf dem Suzuka International Racing Course fand am 13. Oktober 2019 statt und ging über eine Distanz von 52 Runden à 5,807 km, was einer Gesamtdistanz von 301,664 km entspricht. Aufgrund eines Systemfehlers verkürzte sich die Renndistanz um eine Runde.
Valtteri Bottas gewann das Rennen vor Sebastian Vettel und Lewis Hamilton.
Mercedes gewann zum sechsten Mal in Folge die Konstrukteursweltmeisterschaft.

### Großer Preis von Mexiko
| Platz | Fahrer           | Team     | Zeit        |
| ----- | ---------------- | -------- | ----------- |
| 1     | Lewis Hamilton   | Mercedes | 1:36:48,904 |
| 2     | Sebastian Vettel | Ferrari  | + 1,766     |
| 3     | Valtteri Bottas  | Mercedes | + 3,553     |
| PP    | Charles Leclerc  | Ferrari  | 1:15,024    |
| SR    | Charles Leclerc  | Ferrari  | 1:19,232    |

Der Große Preis von Mexiko auf dem Autódromo Hermanos Rodríguez fand am 27. Oktober 2019 statt und ging über eine Distanz von 71 Runden à 4,304 km, was einer Gesamtdistanz von 305,584 km entspricht.
Lewis Hamilton gewann das Rennen vor Sebastian Vettel und Valtteri Bottas.

### Großer Preis der USA
| Platz | Fahrer          | Team                  | Zeit        |
| ----- | --------------- | --------------------- | ----------- |
| 1     | Valtteri Bottas | Mercedes              | 1:33:55,653 |
| 2     | Lewis Hamilton  | Mercedes              | + 4,148     |
| 3     | Max Verstappen  | Red Bull Racing-Honda | + 5,002     |
| PP    | Valtteri Bottas | Mercedes              | 1:32,029    |
| SR    | Charles Leclerc | Ferrari               | 1:36,169    |

Der Große Preis der USA auf dem Circuit of The Americas fand am 3. November 2019 statt und ging über eine Distanz von 56 Runden à 5,516 km, was einer Gesamtdistanz von 308,405 km entspricht.
Valtteri Bottas gewann das Rennen vor Lewis Hamilton und Max Verstappen.
Lewis Hamilton wurde vorzeitig Fahrerweltmeister.

### Großer Preis von Brasilien
| Platz | Fahrer           | Team                      | Zeit        |
| ----- | ---------------- | ------------------------- | ----------- |
| 1     | Max Verstappen   | Red Bull Racing-Honda     | 1:33:14,678 |
| 2     | Pierre Gasly     | Scuderia Toro Rosso-Honda | + 6,077     |
| 3     | Carlos Sainz jr. | McLaren-Renault           | + 8,896     |
| PP    | Max Verstappen   | Red Bull Racing-Honda     | 1:07,508    |
| SR    | Valtteri Bottas  | Mercedes                  | 1:10,698    |

Der Große Preis von Brasilien auf dem Autódromo José Carlos Pace fand am 17. November 2019 statt und ging über eine Distanz von 71 Runden à 4,309 km, was einer Gesamtdistanz von 305,909 km entspricht.
Max Verstappen gewann das Rennen vor Pierre Gasly. Carlos Sainz jr. wurde Dritter und profitierte von einer nachträglichen Zeitstrafe von fünf Sekunden gegen Lewis Hamilton, der diese Position ursprünglich belegt hatte.

### Großer Preis von Abu Dhabi
| Platz | Fahrer          | Team                  | Zeit        |
| ----- | --------------- | --------------------- | ----------- |
| 1     | Lewis Hamilton  | Mercedes              | 1:34:05,715 |
| 2     | Max Verstappen  | Red Bull Racing-Honda | + 16,772    |
| 3     | Charles Leclerc | Ferrari               | + 43,435    |
| PP    | Lewis Hamilton  | Mercedes              | 1:34,779    |
| SR    | Lewis Hamilton  | Mercedes              | 1:39,283    |

Der Große Preis von Abu Dhabi auf der Yas-Insel vor Abu Dhabi fand am 1. Dezember 2019 statt und ging über eine Distanz von 55 Runden à 5,554 km, was einer Gesamtdistanz von 305,355 km entspricht.
Lewis Hamilton gewann das Rennen vor Max Verstappen und Charles Leclerc.

## Qualifying-/Rennduelle

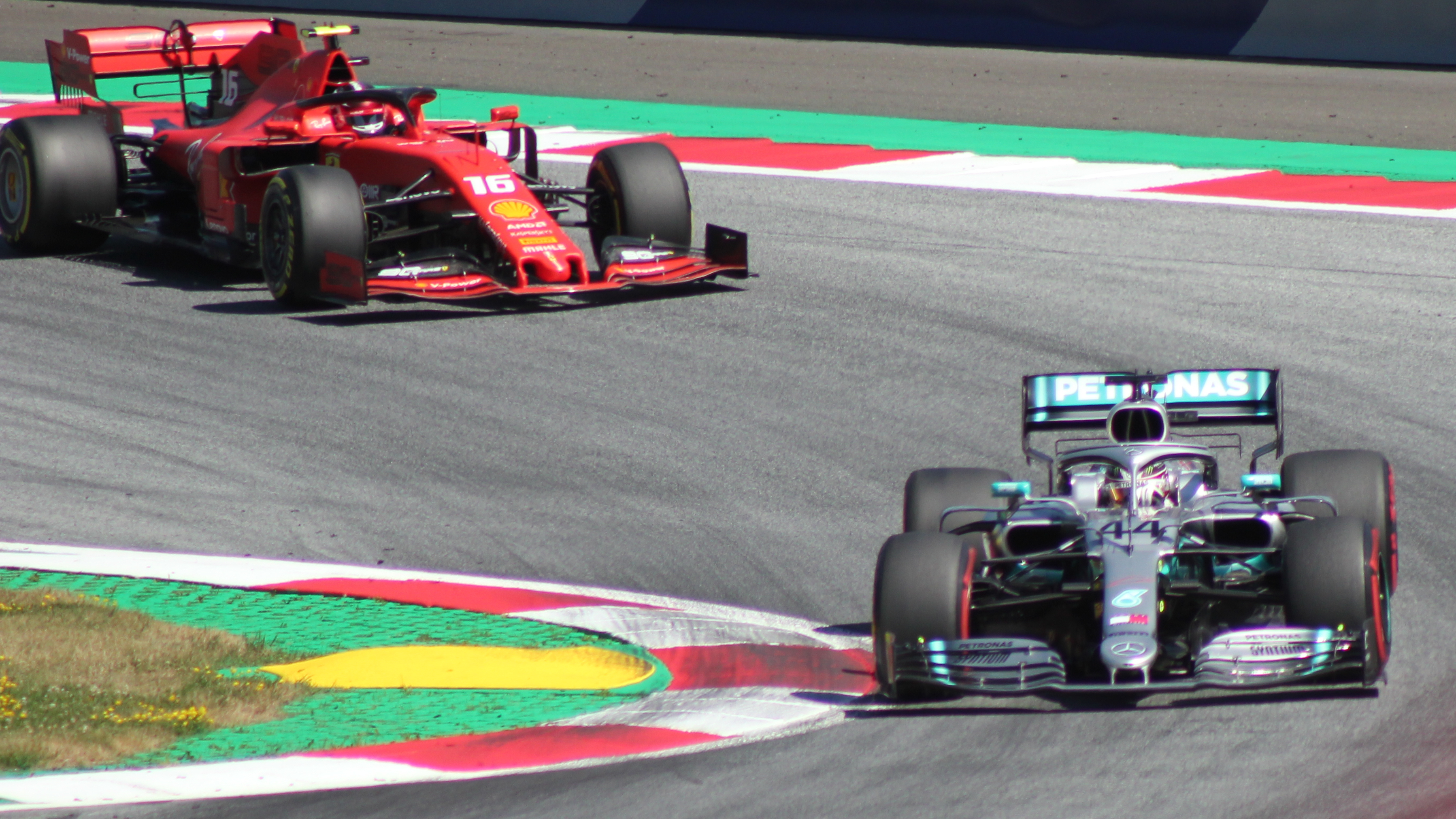
Hamilton verfolgt von Leclerc

Diese beiden Tabellen zeigen, welche Fahrer im jeweiligen Team die besseren Platzierungen im Qualifying bzw. im Rennen erreicht haben.
| Fahrer                    | :        | Fahrer             |
| Mercedes                  | Mercedes | Mercedes           |
| ------------------------- | -------- | ------------------ |
| Lewis Hamilton            | 14:7     | Valtteri Bottas    |
| Ferrari                   |          |                    |
| Sebastian Vettel          | 9:12     | Charles Leclerc    |
| Red Bull Racing-Honda     |          |                    |
| Max Verstappen            | 11:1     | Pierre Gasly       |
| Max Verstappen            | 8:1      | Alexander Albon    |
| Renault                   |          |                    |
| Daniel Ricciardo          | 13:8     | Nico Hülkenberg    |
| Haas-Ferrari              |          |                    |
| Romain Grosjean           | 8:13     | Kevin Magnussen    |
| McLaren-Renault           |          |                    |
| Carlos Sainz jr.          | 10:11    | Lando Norris       |
| Racing Point-BWT Mercedes |          |                    |
| Sergio Pérez              | 18:3     | Lance Stroll       |
| Alfa Romeo Racing-Ferrari |          |                    |
| Kimi Räikkönen            | 12:9     | Antonio Giovinazzi |
| Scuderia Toro Rosso-Honda |          |                    |
| Daniil Kwjat              | 6:6      | Alexander Albon    |
| Daniil Kwjat              | 2:7      | Pierre Gasly       |
| Williams-Mercedes         |          |                    |
| George Russell            | 21:0     | Robert Kubica      |

| Fahrer                    | :        | Fahrer             |
| Mercedes                  | Mercedes | Mercedes           |
| ------------------------- | -------- | ------------------ |
| Lewis Hamilton            | 15:6     | Valtteri Bottas    |
| Ferrari                   |          |                    |
| Sebastian Vettel          | 12:9     | Charles Leclerc    |
| Red Bull Racing-Honda     |          |                    |
| Max Verstappen            | 11:1     | Pierre Gasly       |
| Max Verstappen            | 5:4      | Alexander Albon    |
| Renault                   |          |                    |
| Daniel Ricciardo          | 11:8     | Nico Hülkenberg    |
| Haas-Ferrari              |          |                    |
| Romain Grosjean           | 9:11     | Kevin Magnussen    |
| McLaren-Renault           |          |                    |
| Carlos Sainz jr.          | 13:8     | Lando Norris       |
| Racing Point-BWT Mercedes |          |                    |
| Sergio Pérez              | 16:5     | Lance Stroll       |
| Alfa Romeo Racing-Ferrari |          |                    |
| Kimi Räikkönen            | 17:4     | Antonio Giovinazzi |
| Scuderia Toro Rosso-Honda |          |                    |
| Daniil Kwjat              | 7:5      | Alexander Albon    |
| Daniil Kwjat              | 4:5      | Pierre Gasly       |
| Williams-Mercedes         |          |                    |
| George Russell            | 17:3     | Robert Kubica      |

## Weltmeisterschaftswertungen

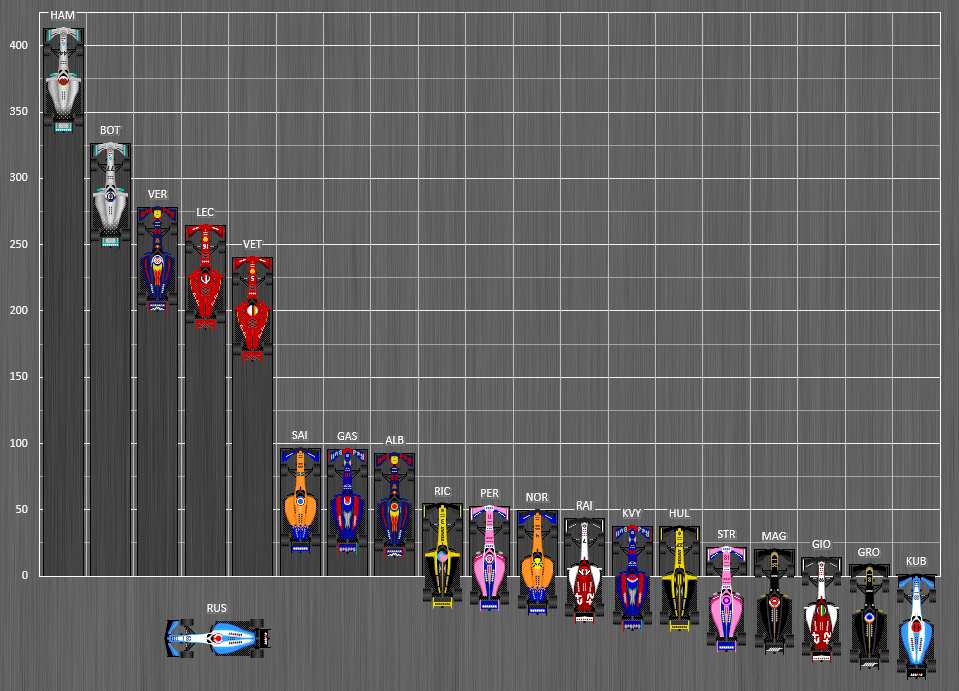
Fahrerwertung der Formel-1-Weltmeisterschaft 2019

Weltmeister wird derjenige Fahrer bzw. Konstrukteur, der bis zum Saisonende am meisten Punkte in der Weltmeisterschaft ansammelt. Bei der Punkteverteilung werden die Platzierungen im Gesamtergebnis des jeweiligen Rennens berücksichtigt. Die zehn erstplatzierten Fahrer jedes Rennens erhalten Punkte nach folgendem Schema:
| Punkteverteilung | Punkteverteilung | Punkteverteilung | Punkteverteilung | Punkteverteilung | Punkteverteilung | Punkteverteilung | Punkteverteilung | Punkteverteilung | Punkteverteilung | Punkteverteilung |
| ---------------- | ---------------- | ---------------- | ---------------- | ---------------- | ---------------- | ---------------- | ---------------- | ---------------- | ---------------- | ---------------- |
| Platz            | 1                | 2                | 3                | 4                | 5                | 6                | 7                | 8                | 9                | 10               |
| Punkte           | 25               | 18               | 15               | 12               | 10               | 8                | 6                | 4                | 2                | 1                |

Zusätzlich erhält der Fahrer, der die schnellste Runde erzielt, einen Bonuspunkt, wenn er das Rennen in den Top 10 beendet.

### Fahrerwertung
| Pos. | Fahrer        | Konstrukteur              |     |      |      |     |     |     |     |     |    |     |      |     |      |     |     |     |     |     |      |      |     | Punkte |
| 01   | L. Hamilton   | Mercedes                  | 2   | 1    | 1    | 2   | 1   | 1   | 1   | 1   | 5  | 1   | 9    | 1   | 2    | 3   | 4   | 1   | 3   | 1   | 2    | 7    | 1   | 413    |
| 02   | V. Bottas     | Mercedes                  | 1   | 2    | 2    | 1   | 2   | 3   | 4   | 2   | 3  | 2   | DNF  | 8   | 3    | 2   | 5   | 2   | 1   | 3   | 1    | DNF  | 4   | 326    |
| 03   | M. Verstappen | Red Bull Racing-Honda     | 3   | 4    | 4    | 4   | 3   | 4   | 5   | 4   | 1  | 5   | 1    | 2   | DNF  | 8   | 3   | 4   | DNF | 6   | 3    | 1    | 2   | 278    |
| 04   | C. Leclerc    | Ferrari                   | 5   | 3    | 5    | 5   | 5   | DNF | 3   | 3   | 2  | 3   | DNF  | 4   | 1    | 1   | 2   | 3   | 6   | 4   | 4    | *18* | 3   | 264    |
| 05   | S. Vettel     | Ferrari                   | 4   | 5    | 3    | 3   | 4   | 2   | 2   | 5   | 4  | 16  | 2    | 3   | 4    | 13  | 1   | DNF | 2   | 2   | DNF  | *17* | 5   | 240    |
| 06   | C. Sainz      | McLaren-Renault           | DNF | *19* | 14   | 7   | 8   | 6   | 11  | 6   | 8  | 6   | 5    | 5   | DNF  | DNF | 12  | 6   | 5   | 13  | 8    | 3    | 10  | 96     |
| 07   | P. Gasly      | Red Bull Racing-Honda     | 11  | 8    | 6    | DNF | 6   | 5   | 8   | 10  | 7  | 4   | *14* | 6   |      |     |     |     |     |     |      |      |     | 95     |
| 07   | P. Gasly      | Scuderia Toro Rosso-Honda |     |      |      |     |     |     |     |     |    |     |      |     | 9    | 11  | 8   | 14  | 7   | 9   | *16* | 2    | 18  | 95     |
| 08   | A. Albon      | Scuderia Toro Rosso-Honda | 14  | 9    | 10   | 11  | 11  | 8   | DNF | 15  | 15 | 12  | 6    | 10  |      |     |     |     |     |     |      |      |     | 92     |
| 08   | A. Albon      | Red Bull Racing-Honda     |     |      |      |     |     |     |     |     |    |     |      |     | 5    | 6   | 6   | 5   | 4   | 5   | 5    | 14   | 6   | 92     |
| 09   | D. Ricciardo  | Renault                   | DNF | *18* | 7    | DNF | 12  | 9   | 6   | 11  | 12 | 7   | DNF  | 14  | 14   | 4   | 14  | DNF | DSQ | 8   | 6    | 6    | 11  | 54     |
| 10   | S. Pérez      | Racing Point-BWT Mercedes | 13  | 10   | 8    | 6   | 15  | 12  | 12  | 12  | 11 | 17  | DNF  | 11  | 6    | 7   | DNF | 7   | 8   | 7   | 10   | 9    | 7   | 52     |
| 11   | L. Norris     | McLaren-Renault           | 12  | 6    | *18* | 8   | DNF | 11  | DNF | 9   | 6  | 11  | DNF  | 9   | *11* | 10  | 7   | 8   | 11  | DNF | 7    | 8    | 8   | 49     |
| 12   | K. Räikkönen  | Alfa Romeo Racing-Ferrari | 8   | 7    | 9    | 10  | 14  | 17  | 15  | 7   | 9  | 8   | 12   | 7   | 16   | 15  | DNF | 13  | 12  | DNF | 11   | 4    | 13  | 43     |
| 13   | D. Kwjat      | Scuderia Toro Rosso-Honda | 10  | 12   | DNF  | DNF | 9   | 7   | 10  | 14  | 17 | 9   | 3    | 15  | 7    | DNF | 15  | 12  | 10  | 11  | 12   | 10   | 9   | 37     |
| 14   | N. Hülkenberg | Renault                   | 7   | *17* | DNF  | 14  | 13  | 13  | 7   | 8   | 13 | 10  | DNF  | 12  | 8    | 5   | 9   | 10  | DSQ | 10  | 9    | 15   | 12  | 37     |
| 15   | L. Stroll     | Racing Point-BWT Mercedes | 9   | 14   | 12   | 9   | DNF | 16  | 9   | 13  | 14 | 13  | 4    | 17  | 10   | 12  | 13  | 11  | 9   | 12  | 13   | *19* | DNF | 21     |
| 16   | K. Magnussen  | Haas-Ferrari              | 6   | 13   | 13   | 13  | 7   | 14  | 17  | 17  | 19 | DNF | 8    | 13  | 12   | DNF | 17  | 9   | 15  | 15  | *18* | 11   | 14  | 20     |
| 17   | A. Giovinazzi | Alfa Romeo Racing-Ferrari | 15  | 11   | 15   | 12  | 16  | 19  | 13  | 16  | 10 | DNF | 13   | 18  | *18* | 9   | 10  | 15  | 14  | 14  | 14   | 5    | 16  | 14     |
| 18   | R. Grosjean   | Haas-Ferrari              | DNF | DNF  | 11   | DNF | 10  | 10  | 14  | DNF | 16 | DNF | 7    | DNF | 13   | 16  | 11  | DNF | 13  | 17  | 15   | 13   | 15  | 8      |
| 19   | R. Kubica     | Williams-Mercedes         | 17  | 16   | 17   | 16  | 18  | 18  | 18  | 18  | 20 | 15  | 10   | 19  | 17   | 17  | 16  | DNF | 17  | 18  | DNF  | 16   | 19  | 1      |
| 20   | G. Russell    | Williams-Mercedes         | 16  | 15   | 16   | 15  | 17  | 15  | 16  | 19  | 18 | 14  | 11   | 16  | 15   | 14  | DNF | DNF | 16  | 16  | 17   | 12   | 17  | 0      |

| Legende  | Legende            | Legende                                                          |
| Farbe    | Abkürzung          | Bedeutung                                                        |
| -------- | ------------------ | ---------------------------------------------------------------- |
| Gold     | –                  | Sieg                                                             |
| Silber   | –                  | 2. Platz                                                         |
| Bronze   | –                  | 3. Platz                                                         |
| Grün     | –                  | Platzierung in den Punkten                                       |
| Blau     | –                  | Klassifiziert außerhalb der Punkteränge                          |
| Violett  | DNF                | Rennen nicht beendet (did not finish)                            |
| Violett  | NC                 | nicht klassifiziert (not classified)                             |
| Rot      | DNQ                | nicht qualifiziert (did not qualify)                             |
| Rot      | DNPQ               | in Vorqualifikation gescheitert (did not pre-qualify)            |
| Schwarz  | DSQ                | disqualifiziert (disqualified)                                   |
| Weiß     | DNS                | nicht am Start (did not start)                                   |
| Weiß     | WD                 | zurückgezogen (withdrawn)                                        |
| Hellblau | PO                 | nur am Training teilgenommen (practiced only)                    |
| Hellblau | TD                 | Freitags-Testfahrer (test driver)                                |
| ohne     | DNP                | nicht am Training teilgenommen (did not practice)                |
| ohne     | INJ                | verletzt oder krank (injured)                                    |
| ohne     | EX                 | ausgeschlossen (excluded)                                        |
| ohne     | DNA                | nicht erschienen (did not arrive)                                |
| ohne     | C                  | Rennen abgesagt (cancelled)                                      |
| ohne     | keine WM-Teilnahme |                                                                  |
| sonstige | P/fett             | Pole-Position                                                    |
| sonstige | 1/2/3/4/5/6/7/8    | Punktplatzierung im Sprint-/Qualifikationsrennen                 |
| sonstige | SR/kursiv          | Schnellste Rennrunde                                             |
| sonstige | *                  | nicht im Ziel, aufgrund der zurückgelegten Distanz aber gewertet |
| sonstige | ()                 | Streichresultate                                                 |
| sonstige | unterstrichen      | Führender in der Gesamtwertung                                   |

### Konstrukteurswertung
| Pos. | Konstrukteur              | Nr.   |     |      |      |     |     |     |     |     |    |     |      |     |      |     |     |     |     |     |      |      |     | Punkte |
| 01   | Mercedes                  | 44    | 2   | 1    | 1    | 2   | 1   | 1   | 1   | 1   | 5  | 1   | 9    | 1   | 2    | 3   | 4   | 1   | 3   | 1   | 2    | 7    | 1   | 739    |
| 01   | Mercedes                  | 77    | 1   | 2    | 2    | 1   | 2   | 3   | 4   | 2   | 3  | 2   | DNF  | 8   | 3    | 2   | 5   | 2   | 1   | 3   | 1    | DNF  | 4   | 739    |
| 02   | Ferrari                   | 5     | 4   | 5    | 3    | 3   | 4   | 2   | 2   | 5   | 4  | 16  | 2    | 3   | 4    | 13  | 1   | DNF | 2   | 2   | DNF  | *17* | 5   | 504    |
| 02   | Ferrari                   | 16    | 5   | 3    | 5    | 5   | 5   | DNF | 3   | 3   | 2  | 3   | DNF  | 4   | 1    | 1   | 2   | 3   | 6   | 4   | 4    | *18* | 3   | 504    |
| 03   | Red Bull Racing-Honda     | 33    | 3   | 4    | 4    | 4   | 3   | 4   | 5   | 4   | 1  | 5   | 1    | 2   | DNF  | 8   | 3   | 4   | DNF | 6   | 3    | 1    | 2   | 417    |
| 03   | Red Bull Racing-Honda     | 10/23 | 11  | 8    | 6    | DNF | 6   | 5   | 8   | 10  | 7  | 4   | *14* | 6   | 5    | 6   | 6   | 5   | 4   | 5   | 5    | 14   | 6   | 417    |
| 04   | McLaren-Renault           | 55    | DNF | *19* | 14   | 7   | 8   | 6   | 11  | 6   | 8  | 6   | 5    | 5   | DNF  | DNF | 12  | 6   | 5   | 13  | 8    | 3    | 10  | 145    |
| 04   | McLaren-Renault           | 4     | 12  | 6    | *18* | 8   | DNF | 11  | DNF | 9   | 6  | 11  | DNF  | 9   | *11* | 10  | 7   | 8   | 11  | DNF | 7    | 8    | 8   | 145    |
| 05   | Renault                   | 3     | DNF | *18* | 7    | DNF | 12  | 9   | 6   | 11  | 12 | 7   | DNF  | 14  | 14   | 4   | 14  | DNF | DSQ | 8   | 6    | 6    | 11  | 91     |
| 05   | Renault                   | 27    | 7   | *17* | DNF  | 14  | 13  | 13  | 7   | 8   | 13 | 10  | DNF  | 12  | 8    | 5   | 9   | 10  | DSQ | 10  | 9    | 15   | 12  | 91     |
| 06   | Scuderia Toro Rosso-Honda | 26    | 10  | 12   | DNF  | DNF | 9   | 7   | 10  | 14  | 17 | 9   | 3    | 15  | 7    | DNF | 15  | 12  | 10  | 11  | 12   | 10   | 9   | 85     |
| 06   | Scuderia Toro Rosso-Honda | 23/10 | 14  | 9    | 10   | 11  | 11  | 8   | DNF | 15  | 15 | 12  | 6    | 10  | 9    | 11  | 8   | 14  | 7   | 9   | *16* | 2    | 18  | 85     |
| 07   | Racing Point-BWT Mercedes | 11    | 13  | 10   | 8    | 6   | 15  | 12  | 12  | 12  | 11 | 17  | DNF  | 11  | 6    | 7   | DNF | 7   | 8   | 7   | 10   | 9    | 7   | 73     |
| 07   | Racing Point-BWT Mercedes | 18    | 9   | 14   | 12   | 9   | DNF | 16  | 9   | 13  | 14 | 13  | 4    | 17  | 10   | 12  | 13  | 11  | 9   | 12  | 13   | *19* | DNF | 73     |
| 08   | Alfa Romeo Racing-Ferrari | 7     | 8   | 7    | 9    | 10  | 14  | 17  | 15  | 7   | 9  | 8   | 12   | 7   | 16   | 15  | DNF | 13  | 12  | DNF | 11   | 4    | 13  | 57     |
| 08   | Alfa Romeo Racing-Ferrari | 99    | 15  | 11   | 15   | 12  | 16  | 19  | 13  | 16  | 10 | DNF | 13   | 18  | *18* | 9   | 10  | 15  | 14  | 14  | 14   | 5    | 16  | 57     |
| 09   | Haas-Ferrari              | 8     | DNF | DNF  | 11   | DNF | 10  | 10  | 14  | DNF | 16 | DNF | 7    | DNF | 13   | 16  | 11  | DNF | 13  | 17  | 15   | 13   | 15  | 28     |
| 09   | Haas-Ferrari              | 20    | 6   | 13   | 13   | 13  | 7   | 14  | 17  | 17  | 19 | DNF | 8    | 13  | 12   | DNF | 17  | 9   | 15  | 15  | *18* | 11   | 14  | 28     |
| 10   | Williams-Mercedes         | 63    | 16  | 15   | 16   | 15  | 17  | 15  | 16  | 19  | 18 | 14  | 11   | 16  | 15   | 14  | DNF | DNF | 16  | 16  | 17   | 12   | 17  | 1      |
| 10   | Williams-Mercedes         | 88    | 17  | 16   | 17   | 16  | 18  | 18  | 18  | 18  | 20 | 15  | 10   | 19  | 17   | 17  | 16  | DNF | 17  | 18  | DNF  | 16   | 19  | 1      |

| Legende  | Legende            | Legende                                                          |
| Farbe    | Abkürzung          | Bedeutung                                                        |
| -------- | ------------------ | ---------------------------------------------------------------- |
| Gold     | –                  | Sieg                                                             |
| Silber   | –                  | 2. Platz                                                         |
| Bronze   | –                  | 3. Platz                                                         |
| Grün     | –                  | Platzierung in den Punkten                                       |
| Blau     | –                  | Klassifiziert außerhalb der Punkteränge                          |
| Violett  | DNF                | Rennen nicht beendet (did not finish)                            |
| Violett  | NC                 | nicht klassifiziert (not classified)                             |
| Rot      | DNQ                | nicht qualifiziert (did not qualify)                             |
| Rot      | DNPQ               | in Vorqualifikation gescheitert (did not pre-qualify)            |
| Schwarz  | DSQ                | disqualifiziert (disqualified)                                   |
| Weiß     | DNS                | nicht am Start (did not start)                                   |
| Weiß     | WD                 | zurückgezogen (withdrawn)                                        |
| Hellblau | PO                 | nur am Training teilgenommen (practiced only)                    |
| Hellblau | TD                 | Freitags-Testfahrer (test driver)                                |
| ohne     | DNP                | nicht am Training teilgenommen (did not practice)                |
| ohne     | INJ                | verletzt oder krank (injured)                                    |
| ohne     | EX                 | ausgeschlossen (excluded)                                        |
| ohne     | DNA                | nicht erschienen (did not arrive)                                |
| ohne     | C                  | Rennen abgesagt (cancelled)                                      |
| ohne     | keine WM-Teilnahme |                                                                  |
| sonstige | P/fett             | Pole-Position                                                    |
| sonstige | 1/2/3/4/5/6/7/8    | Punktplatzierung im Sprint-/Qualifikationsrennen                 |
| sonstige | SR/kursiv          | Schnellste Rennrunde                                             |
| sonstige | *                  | nicht im Ziel, aufgrund der zurückgelegten Distanz aber gewertet |
| sonstige | ()                 | Streichresultate                                                 |
| sonstige | unterstrichen      | Führender in der Gesamtwertung                                   |